# فائدة الشك
فيلم فائدة الشك (بالفرنسية: Une Part d'ombre)‏ هو فيلم إثارة بلجيكي صدر عام 2017 من إخراج وكتابة صامويل تيلمان في أول تجربة إخراجية له. تم عرض الفيلم لأول مرة عالميًا في مهرجان الفيلم الفرانكوفي الدولي في نامور في 3 أكتوبر 2017.  حصل الفيلم على سبعة ترشيحات في الدورة التاسعة لجوائز ماغريت ،، بما في ذلك جائزة أفضل فيلم روائي أول وجائزة أفضل ممثلة لناتاشا رينييه. 

## طاقم التمثيل
- فابريزيو رونجيون في دور ديفيد
- نتاشا ريجنييه في دور جولي
- بابتيست لاليو في دور نيويل
- ميريم أخديو في دور كاثي
- كريستوف باو في دور ماركو
- يوان بلانك في دور فابيان
- ستيف دريسن في دور سيمون
- إيريكا ساينت في دور مود
- نعمه أستروفسكي في دور جين
- جيلز ريميش في دور البائع

## الأوسمة/ الرُتب
| جائزة / مهرجان سينمائي      | فئة                       | المستفيدون والمرشحون | نتيجة |
| --------------------------- | ------------------------- | -------------------- | ----- |
| مهرجان بون السينمائي الدولي | جائزة لجنة التحكيم الخاصة |                      | فاز   |
| جوائز ماغريت                | أفضل أول فيلم روائي طويل  |                      | رُشِّح   |
| جوائز ماغريت                | افضل ممثلة                | ناتاشا ريجنييه       | رُشِّحت  |
| جوائز ماغريت                | أفضل ممثل مساعد           | يوان بلانك           | رُشِّح   |
| جوائز ماغريت                | أفضل ممثلة مساعدة         | إيريكا ساينت         | رُشِّحت  |
| جوائز ماغريت                | أفضلممثل واعد             | بابتيست لاليو        | رُشِّح   |
| جوائز ماغريت                | أفضل ممثلة واعدة          | ميريم اخديو          | رُشِّحت  |
| جوائز ماغريت                | أفضل موسيقى تصويرية أصلية | فينسنت ليبن          | رُشِّح   |